# Сапата, Алонсо
Алонсо Сапата Рамирес (исп. Alonso Zapata Ramírez; род. 22 августа 1958, Перейра) — колумбийский шахматист, гроссмейстер (1984). 
На чемпионате мира среди юношей (1977) — 2-е место (за А. Юсуповым). На Олимпиадах 1984 и 1986 возглавлял команду Колумбии. В зональных турнирах ФИДЕ в Каракасе (1984) — 1-2-е и в Баямо (1987) — 2-е; в межзональном турнире в Тунисе (1985) — 14-15-е; в Сусе (1987) — 11-е места.
Многократный победитель национальных чемпионатов по шахматам.
Лучшие результаты в других международных соревнованиях: Каракас (1977 и 1982) — 1-2-е и 5-е; Гавана (1980, 1983 и 1986) — 2-3-е, 2-е и 2-3-е; Сьенфуэгос (1980 и 1983) — 1-2-е и 3-4-е; Баямо (1981, 1983 и 1984) — 2-3-е и 1-е; Тунха (1983 и 1984) — 1-е и 2-е; Богота (1984) — 1-2-е; Дортмунд (1984) — 2-3-е; Амстердам (2-й турнир, 1986) — 1-е; Вейк-ан-Зее (1987) — 5-e; Камагуэй (1-й турнир; 1987) — 3-е; Дирен (1987) — 2-е места.

## Изменения рейтинга
| Графики недоступны из-за технических проблем. См. информацию на Фабрикаторе и на mediawiki.org. |